# アニメ三銃士
『アニメ三銃士』（アニメさんじゅうし）は、小説『ダルタニャン物語』の『三銃士』を原作にした日韓合作のテレビアニメ。

## 概要
アレクサンドル・デュマ・ペール原作、NHK・NHKエンタープライズ製作、アニメーション製作は日本の学研と韓国の広告代理店であるKORAD。漫画家のモンキー・パンチが原作を基に翻案を行い設定をアニメ作品向けに修正し、アニメーションの実制作は日本のスタジオぎゃろっぷと韓国の世映動画が請け負った。
1987年10月9日から1989年2月17日までNHK総合・衛星第2で全52話が放送された。放送開始の段階で「全52話」と公開されており、毎回『第●話』の表示に『(全52話)』と添えられていた。52話は1年分の放送枠であるが、放送中にソウルオリンピックなどの中継などと重なるなどで放送間隔が空き、終了するまでに1年半の月日がかかった。この事から、この放送枠は次作より年度内に放送を収めるために1ク－ル短い39話で製作されることになった。また放送枠は30分で、CMの無いNHKでは約25分でオープニング、本編、エンディング、予告編が収まるため、残りの5分はイメージソングが流された。その際の映像は三銃士の舞台として縁のあるフランスの城や街並みや風景で、原作や史実における三銃士や当時のフランス情勢などの解説がテロップで添えられた。1988年度第13回文化庁こども向けテレビ用優秀映画受賞作品に選ばれた。
低年齢層を対象とした作品であるため、アニメ版オリジナルの設定も多い。最も大きな違いは三銃士の一人アラミスが恋人の他殺死をきっかけに男装した女性であり、かつ悪役には転じない点である。それ以外にも、原作では「宿屋の奥さん」でダルタニャンとは不倫関係だったコンスタンスが「仕立て屋の娘」に変えられている、ポルトスに金に困った時に泣きつくマダムの愛人がいない（これらはコンプライアンス上の問題もあった）、モデルは実在するが原作には出てこない「はだしのジャン」が登場する、馬のロシナンテが売り飛ばされない、ミレディーやコンスタンスの生死、ボナシューの人物描写、ラ・ロシェル包囲戦の件が省略されるなど、原作と異なる点が数多く挙げられる。物語後半は『ダルタニャン物語』の終盤から持ち込まれたストーリーとなり、悪役は鉄仮面で、アラミスによる仇討ちも絡めた展開となった。また、最終決戦の舞台は原作でポルトスの死地となったベル・イール要塞だが、結局主役陣は誰ひとり死ぬことなく、完全なハッピーエンドで閉幕する。
製作元の学研が発行するアニメ雑誌『アニメディア』の1988年3月号・5月号表紙、巻頭特集を飾り、1988年夏には『別冊アニメディア アニメ三銃士 PART1』も刊行された。学研以外のアニメ誌では徳間書店『アニメージュ』で1988年3月号の表紙・メイン特集を飾り、『アニメディア』同様、付録・ポスターが掲載される号も複数あった。学研の『○年の学習』では岸田恋により漫画が連載されていた。コミックスも3巻発売されているが、物語は最後まで描かれておらず、鉄仮面やマンソンが登場し、ダルタニャンが謹慎処分を受けたところで終わっている。
なお、学研とともにアニメ製作をしたKORADは韓国の製作会社であり、本作の動画以降は韓国との共同製作である。放映前の1987年3月24日に、第108回通常国会衆議院逓信委員会のNHKの運営に関する審議で、佐藤祐弘議員は『三銃士』との仮タイトルをあげ、本作を韓国と共同制作する理由を質した。さらに、一般週刊誌の『週刊新潮』の1987年8月13日・20日合併号でも取り上げられるなど、本作の韓国との共同製作は話題になった。
本作の成功により、『子鹿物語』以来の、毎週火曜日からスライドした形でアニメ放映復活となったNHK総合の毎週金曜日の19時30分から20時の時間帯は、この後、『青いブリンク』、『ふしぎの海のナディア』、『アニメひみつの花園』とアニメの放映が続くことになった。

## 登場人物

### 主要人物
ダルタニャン
声 - 松田辰也
フランスはガスコーニュ地方の出身であり、元はれっきとした貴族。しかし父を早くに亡くした為か、一農民として祖父母と暮らしていた。領主の息子との喧嘩で「世界一大きな動物は象だ！！」という主張を証明する為、パリへと旅立つことから物語は始まる。年齢は15歳。
父の友人だったトレビルを頼り銃士隊に入ろうと志願、紆余曲折を経て入隊を果たす。パリでは当初、ジャンが住み着いていたセーヌ川に停泊するボートで起居していた。後にそのボートは帰国するバッキンガム公に譲り、以降はジャン共々コンスタンスの実家であるボナシュー家に下宿する。
剣術や馬術に優れ、短剣を持った鉄仮面部隊の集団と素手で渡り合うなど格闘術にも長じている。知恵や機転も利き、三銃士と行動する際は最年少ながら指揮を執ったり先陣を切る場面もあった。ミレディーからは「味方にすれば役に立ち、敵に回せばちょっと厄介な男」「歳に似ず知恵と勇気のある者」と評されている。一方でコンスタンスの看病を受けたい為に、怪我が完治していないふりをするなどお調子者の一面もある。
最終話では鉄仮面事件を解決した褒美として、国王から象と賞金及び休暇を賜り、前述の主張を証明するように見事郷里に象を持ち帰る。またその途中で母親探しの旅に出るジャンを見送った。
ダルタニャン自身は三銃士ではなく、ダルタニャンを含めて呼ぶ際は三銃士とダルタニャンなどと呼ばれている。最終回では第51話までの予告時間で視聴者への投げかけが行われ、そこで唯一ダルタニャン自ら四銃士と称した。
コンスタンス
声 - 日髙のり子
パリでも評判の仕立て屋ボナシューの一人娘。アンヌ王妃の侍女も務めている。パリへと上京して来たばかりのダルタニャンに一目惚れされ、当初は煙たがっていたが、次第に彼を信頼し惹かれていった。
原作ではボナシューとは年の離れた夫婦でダルタニャンの愛人となるが、本作では親子であり未婚、年齢もダルタニャンの一つ上の16歳とされている。性格描写も初対面時にジャンから「怒りっぽい」と評されるなど、気の強さが強調されていた。
劇中で一時、ミレディーの復讐による爆発に巻き込まれて頭を強く打ち、人事不省ののち記憶喪失となるが、鉄仮面事件で再び頭を打ったことにより記憶を取り戻す。したがって死亡はしておらず、この点でも原作とは異なる。その後も鉄仮面の陰謀で王妃と共に幽閉・収監されたほか、ジャン共々象を運ぶ船に乗せられることで、ベル・イール攻防戦にも巻き込まれる。
はだしのジャン
声 - 田中真弓
パリで露店を開いている孤児の少年。前述の通り、モデルは実在するものの、原作には登場しない。パリへ上京して来たダルタニャンと最初に打ち解けた。ダルタニャンとは実の兄弟のように仲が良く、彼のピンチを幾度も救う。しかしそれが理由で鉄仮面の陰謀阻止直後、ミレディーに命を狙われていた。
父とは幼児期に死別。パリへ来たのは、新教徒を家に泊めたことを咎められ、兵士に連行されて生き別れになった母を捜す為である。その話題になると子供らしい一面も見せていた。また母の面影を見出した女性・シャルロット（声 - 横沢啓子）を庇おうとしたこともある。母に関する情報が入るかもという理由でボナシューに弟子入りし、彼を「親方」と呼ぶ。
母の件や出自の為か、権力者や金持ちには敵意も滲ませており、ダルタニャンが銃士隊に入隊した直後には一時的に嫌悪感を見せていた。また富裕層から金銭を巻き上げていた鉄仮面を支持するような発言も示している。
後述する宝石の件でボナシューが自宅を手放していた際は、コレット（声 - 高田由美）という友人がいた。彼女を救うべく、鉄仮面に助けを乞う場面もある。
アニメ版では母親との再会は叶わなかったものの、鉄仮面のアジトで母親のロザリオを発見したことで生存している希望を見いだし、ダルタニャンと別れてひとり母親探しの旅に出る場面で本作は終了する。後に映画版で再会を果たした。なお、母親にはアラミスが先立って対面している。

### 三銃士
アトス
声 - 神谷明
銃士隊のリーダー格であり、知恵者で人望も厚い。ダルタニャンたちを窘めたり、トレビルやルイ13世など上役に進言する場面も多い。ダルタニャンがミレディーを実際には「処刑」しなかったことや、アラミスが一時的に自分たちを裏切ったことが本心ではないのも真っ先に見抜いている。トレビルが銃士隊の隊長を辞任した際には、後釜候補として真っ先にミレディーがアトスの名を挙げている。ローシュフォールも「三銃士の要」と評しており、「奴を倒せば三銃士はバラバラになる」という目論みから暗殺されかけたこともある。
鉄仮面事件では容疑捏造の上で逮捕されるが、鉄仮面を被せられた囚人がルイ13世その人であることを看破する。ローシュフォールと同室となり打ち解けたことで共に脱獄、リシュリュー、そして処刑寸前であったルイ13世を救出する。王宮に復帰した際には、粋な言い回しでリシュリューとの和解に応じる。
原作ではミレディーと元夫婦という関係。また、三銃士やダルタニャンにはそれぞれ従者がいたが、本作には登場しない。
アラミス
声 - 山田栄子
銃士隊の一人。出身地はノワージ・ル・セック村。金髪を腰まで長く伸ばした美青年だが、その正体は男装した女性であり、本名は"ルネ"。その事実を知っているのはトレビル隊長のほか、ダルタニャンとジャン、映画版で謁見したマリー・ド・メディシス（ルイ13世の母。声 - 荘司美代子）のみである。
かつての恋人フランソワの死の真相を知る為、男装し銃士隊へ入隊する。やがて鉄仮面事件がフランソワの死と関与していることを察知し、ミレディたちの陰謀を探るべく、本心ではないものの一時的に仲間を裏切る行為に及ぶ。映画版では彼女の過去が描かれている。
前述の通り、原作では男性として描かれている。
ポルトス
声 - 佐藤政道
銃士隊の一人。大食らいであり食べることに関する言動も多い。伊達者で服装にも拘りを持ち、ボナシューの常連でもある。
巨漢であり、ボナシュー家の二階の床板を素手で外したり、武器代わりに太い立ち木を引き抜いて振るうなど怪力の持ち主。一方でその巨体のため真っ先に体力が尽きたり、すぐ食べることに頭がいってしまうことをダルタニャンたちから度々からかわれている。直情的で喧嘩っ早い一面もある。
鉄仮面事件でアトスが逮捕されていた間も、終始ダルタニャンと行動を共にしていた。

### ダルタニャンの関係者
ボナシュー
声 - 峰恵研
コンスタンスの父親で、パリ一番の仕立て屋で国王の服をも仕立てる腕の持ち主。原作では宿屋の主で、コンスタンスとは年の離れた夫婦だったが、本作では親子となっている。
相手の体に一切触れず鏡を使うだけで採寸できるが、そのことをマンソンに利用される場面もある。この件は、アラミスに仇の真相に迫るきっかけを与えることになる。
また原作での人物像とは対照的に善人として描かれている。一方、何かと騒動に巻き込まれる場面が多く、ミレディーに催眠術をかけられたり、娘に対する容疑から護衛隊に逮捕されたり、客である女優から預かっていた宝石を鉄仮面に盗まれたことで破産したり、拉致され衰弱させられたりといった被害に遭っている。
マルト
声 - 峰あつ子
ボナシュー家で長年働く家政婦であり、母を早くに亡くしたコンスタンスにとっては母代りのような女性。居候の立場であるダルタニャンやジャンにも優しく接する。銃士隊となったダルタニャンにジャンが嫌悪感を見せた際には、彼を窘めている。ポルトス曰く、「マルトのシチューは最高！！」
ボナシューが客の女優から預かった宝石を鉄仮面に盗まれ、それを取り返すまでの間は一時的に別居を余儀なくされる。
ロシナンテ
声 - 龍田直樹
ダルタニャンの故郷から連れて来た愛馬。ロバのような外見だが、三銃士や護衛隊の馬に負けない健脚を誇る。また敵を蹴り倒す脚力や、警察犬並みの嗅覚を持ち、ダルタニャンの危機を何度も救うなどの活躍を見せる。
元ネタは『ドン・キホーテ』に登場する主人公ドン・キホーテの愛馬である。原作では困窮したダルタニャンによって早々に売り飛ばされてしまうが、本作では最後まで行動を共にする。
コピー
声 - 龍田直樹
リシュリューから贈られ、アンヌ王妃が自室で飼っていたオウム。口真似が上手く記憶力も良かった為、当初スパイとしてミレディーに利用されていたが、後にジャンのペットとなり、ロシナンテ同様ダルタニャンの活躍に一役買う。
雌であり、ダルタニャンがドーバー海峡で嵐に見舞われた際は、船員たちによって海神への生贄とされかけた。

### フランス王国
ルイ13世
声 - 田中秀幸
フランス王国、ブルボン王朝の国王。やや嫉妬深い一面がある。鉄仮面編で双子の弟・フィリップが存在することが判明する。鉄仮面を被せられてシャトレ牢獄に収監され、あわや処刑の憂き目に遭うが、ポルトスとダルタニャン、アラミスらの働きで救出される。作中終盤でフィリップと兄弟として和解する。
アンヌ王妃
声 - 岡本茉利
スペイン王国、スペイン・ハプスブルク朝の元王女。ルイ13世の王妃であり、コンスタンスが侍女として仕えている。過去の恋人であるバッキンガムに言い寄られ、国王から贈られた首飾りを渡してしまったことから、ダルタニャンが返還を求めてイギリスへ極秘に渡る事態へと陥る。しかし、その功績により彼女の口添えでダルタニャンの銃士隊への入隊が認められた。
鉄仮面事件に際しては、コンスタンス共々修道院に幽閉され、ついでシャトレ牢獄に収監されるが、国王救出により解放される。
リシュリュー
声 - 田中信夫
フランス宰相にして枢機卿。パリへとやって来たダルタニャンはミレディーの斡旋もあり、当初は彼に仕えるチャンスもあった。
フランスと敵対するイングランドやスペインを警戒している。そのためスペイン王家出身のアンヌ王妃を快く思っておらず、冷淡な態度を度々取り、ルイ13世とアンヌ王妃の仲を裂こうと謀略を働いた。しかし、それはあくまでもフランスを思ってのことであり、自身の非を認める度量も持ち合わせている。
ミレディーの実力を認めていたが、第2クール後半頃から彼女の暴走に振り回されるようになり、ミレディーが私怨でバッキンガム公を殺害したことで関係を断とうとした。だが、ダルタニャンにミレディーが「処刑」されたことを聞くと、怒りのあまりダルタニャンを逮捕しようとする一幕もあった。
鉄仮面編ではミレディーの裏切りにより、国王の資金を横領した容疑でアトスやローシュフォールと共にシャトレ牢獄に収監されるが、二人と共に脱獄して王宮に返り咲く。脱獄の際は、聖書と思わしき厚い本で敵兵と戦うといった一面もみせた。
トレビル
声 - 玄田哲章
銃士隊の隊長であり、かつてダルタニャンの父とは銃士仲間であった。ダルタニャンと同じくガスコーニュの出身。
性格は厳格そのもので、剣腕に任せて銃士隊入りを希望するダルタニャンに対し剣を折って追い返した。その後もダルタニャンが銃士志願を名乗ったり、銃士見習いとなり浮かれている際には厳しく窘めている。鉄仮面事件での勇み足に対する処分としては謹慎一週間を考慮していたが、リシュリューの口車に乗せられダルタニャンを解雇した。
一方で懐の深さも見せており、首飾り事件の際にはロンドンへ向かうダルタニャンに三銃士を同行させ、パリへと帰京する際にも三銃士に出迎えるよう配慮している。
鉄仮面編では国王すり替えを見抜けず、マンソンを重用する偽国王フィリップに抗議して隊長職を辞任する。しかし国王救出後は復帰し、ベル・イール攻防戦では国王と共に指揮を執る。
アラミスが女性であることを、物語開始の時点で知っている唯一の人物でもある。また本編では描かれていないが、アラミスの父とは親友だったという設定になっている。
実在の銃士隊長、トロワヴィル伯爵ジャン・ド・ペレ(通称トレヴィル)がモデル。
ローシュフォール
声 - 千葉繁
リシュリューの寵臣で、彼の懐刀と呼ばれる伯爵。片目に眼帯をしている。何かと貧乏くじを引く事が多く、任務に失敗する描写が大半である。仲間であるミレディーからは少々見下されている模様で「剣の腕は立つが、思慮深さに欠ける」とも評された。
立場上、三銃士やダルタニャンと敵対する機会が多いが、ダルタニャンが死を装った際には涙ぐむ一面もあった。作中終盤ではダルタニャンたちと和解、共にベル・イール要塞に乗り込み、三銃士と共に先陣を切る。原作でも、ローシュフォールとダルタニャンは互いに和解し、友人となっている。
リシュリューに絶対的な忠誠心を持っており、彼がミレディーの裏切りによって収監された際は、救出のため単身シャトレ牢獄へと乗り込んだ。しかし逆に自身も囚われてしまい、アトスと相部屋になる。リシュリューからも一定の信頼を得ており、ミレディーが自身の任務失敗をローシュフォールへ責任転嫁しようとした際には、逆にミレディーを叱責しローシュフォールを庇った。
ジュサックと共にダルタニャン扮するアトスの幽霊から逃げようとするシーンの台詞から、既婚者であると思われる。
実在の貴族、ロシュフォール伯爵がモデル。
ジュサック
声 - 西村知道
ローシュフォールの部下であり、護衛隊士の隊長。彼共々、悲惨な目に遭う場面が多い。
鉄仮面事件の際はリシュリューを見限って、敵側に付いていたが、真相が暴露されて以降は元の鞘へと収まる。

### 悪役
ミレディー
声 - 平野文
謎の女性。笛などで動物を操る術や催眠術を駆使し、ダルタニャン達を度々追い込んだ。銃やナイフの扱いに長ける他、変装で他人に成りすまし、火薬や毒薬も使いこなす。当初はリシュリューの部下として躍動していた。ミラボー夫人と名乗り度々王宮へも現れる。
パリへと上京してきたばかりのダルタニャンの素質を真っ先に見抜き、当初はリシュリューに護衛隊への入隊を推薦するほど見込んでいた。敵対して以降もたびたび彼の実力を認める言葉を発している。
ダルタニャンによって一度「処刑された」後は鉄仮面と共に再びパリへ出没し、“フランス国王すり替え”という一大謀略を計り、かつての上司だったリシュリューをも裏切る。作中前半ではロングヘアーだったが、ダルタニャンに「処刑」として髪を斬られて以降はボブカット風の髪型となった。最終話ではジャンの母親であることを示唆されたが、真相は明かされなかった。
その正体はイングランド出身のイギリス人でおり、赤子のころ母親と生き別れている。少女時代、ある修道僧と恋に落ちるが、聖職者をたぶらかしたとして魔女扱いされたことから貴族や王族を憎むようになり、リシュリュー、鉄仮面の間を渡り歩き、さまざまな謀略に関わる。また映画版にも悪役として登場。こちらではペペの替わりに黒豹のアレキサンダーを連れている。
原作ではかつてアトスの妻だったが、このアニメではその点には触れられていない。
ペペ
声 - 表記なし
ミレディーが連れている手乗り猿。赤いフリンジが付いた金の兜を被っている。もとはパリへとやってきた象使いに飼われていた。
リシュリューのもとへ使いに出されたり、尻尾を使った催眠術でボナシューを惑わせたり、脱獄のため仮死状態となったミレディーに託された解毒薬を飲ませて蘇生させるなど、彼女の陰謀に欠かせない存在である。
ベル・イール攻防戦に先立ち、元の飼い主である象使いのもとへ使いに出されており、それは結果的にコンスタンスとジャンをベル・イールへ向かう船へと誘い込むことにもなった。
マンソン
声 - 村松康雄
鉄仮面の暗躍によるパリの塩不足を救った商人。しかしその正体は背中にコブがあることから「ラクダ」の異名をとる盗賊で、鉄仮面と結託していた。蛇腹のように分割できる仕込み剣をも操る。
国王すり替えを実行した後は、偽国王フィリップの側近としてミレディーと共にルーブル宮殿を牛耳る。
フランソワの仇でもあり、ベル・イール要塞の戦いでアラミスに討たれる。
鉄仮面
声 - 笹岡繁蔵
フランス王室転覆を狙う正体不明の怪人物。パイロット版ではルイ13世の双子の兄弟が化けていたが、放映版では最後まで正体は明かされなかった。
冷徹で計算高く、物語が始まる数年前から周到に計画を立て王室の転覆を狙った。剣術や馬術、格闘術に加えて、片手で相手を投げ飛ばしたり素手で馬車や屋敷のドア、机などを叩き割るほどの怪力を誇る。行動を起こす資金集めの一環として、ヨーロッパ各地の貴族を襲撃して金品の強奪を繰り返しており、アラミスの婚約者もその襲撃によって殺害されている。冷徹な反面、味方の失敗には比較的寛容な模様で、ミレディーや部下が何度失敗しても、それを咎めたり罰したりする場面は一切無かった。
ミレディーとは余人には窺い知れない絆で結ばれており、最終話で彼女から決別を告げられても「さらばだ」の一言で去っている。最終話では要塞の爆発に巻き込まれ海上に鉄仮面が漂っていたが、最終的な生死は不明なままだった。

### その他
バッキンガム
声 - 井上和彦
イングランド王国の宰相であり、アンヌ王妃の昔の恋人。公爵。彼女のことが忘れられず、度々お忍びでパリを訪れた。その為、王妃の失脚を図るリシュリューの陰謀に利用されることとなる。
母国では細工師のオレイリー（声 - 梁田清之）と面識があり、彼に仕事を依頼してもいる。
後にアンヌ王妃の使いと偽ったミレディーに暗殺される。
フランソワ
声 - 子安武人
ルイ13世の弟・フィリップの家庭教師で、アラミス（当時はルネ）の恋人でもあった。作中ではすでに故人。
父親ダニエル侯爵（声 - 池田勝）はスイスに居城を構える新教徒で、彼は存命。
6年前、鉄仮面一味の襲撃に遭い、フィリップの乳母を殺された際、立ち向かうも「ラクダ」の異名をとる敵（マンソン）に殺害される。彼の所持品であり、この時に奪われたペンダントが、殺害者特定の決め手となった。
フィリップ
声 - 田中秀幸
鉄仮面のアジトで仮面を被せられて監禁されていた青年。素顔は国王ルイ13世に生き写しである。
その正体は国王の双子の弟。双子ゆえの世継ぎ問題が起きるのを恐れ、辺境の地へ幽閉されたが、6年前に鉄仮面一味に拉致される。
鉄仮面の策略で国王となった後は、ミレディーに唆されるまま王妃やリシュリューを宮殿から追放する。
過酷な半生を送ってきたが、実兄であり鉄仮面として投獄されたルイ13世を処刑することはミレディーに催眠術をかけられても拒絶し、陰謀が発覚した際は潔く罪を償おうとした。当初はフィリップ処刑を声高に叫んだルイ13世だったが、密かに拒絶する姿を目撃したアラミスの証言を聞いて考えを改めて和解に至った。
ナレーション
声 - 沢田敏子
ダルタニャンの祖母役も兼ねている。
状況や場面展開、登場人物の心理などを説明するほか、第2話以降の冒頭では前回のあらすじも説明している。

## スタッフ
- 原作 - アレクサンドル・デュマ 鈴木力衛訳『ダルタニャン物語』より
- 監督 - 湯山邦彦
- キャラクターデザイン - 尾崎真吾
- サブキャラクターデザイン - 辻初樹
- 翻案 - モンキー・パンチ
- 美術 - 中村光毅、木下和宏
- 録音 - 斯波重治
- 音楽 - 田中公平
- アニメーションプロデューサー - 金子泰生
- アニメーション - KORAD（韓国）、学研
- アニメーション協力 - スタジオぎゃろっぷ、世映動画
- 制作：NHKエンタープライズ（当時）
- 企画・制作：NHK

## 主題歌
オープニングテーマ「夢冒険」
作詞 - 森浩美 / 作曲 - 西木栄二 / 編曲 - 中村暢之 / 歌 - 酒井法子
オープニングで使用されたテレビサイズ・バージョンは、CDや配信音源などで市販されているフルコーラス版と別テイクで、歌い方がやや異なる他、バックコーラスがない。
エンディングテーマ
「プレッジハート（誓約）」（第1 - 19話）
作詞 - 尾関昌也 / 作曲 - 三浦一年 / 編曲 - 川上了 / 歌 - PumpKin
「太陽のハレーション」（第20 - 52話）
作詞 - 尾関昌也 / 作曲 - 馬場孝幸 / 編曲 - 川上了 / 歌 - PumpKin

## イメージソング
「星に願いを」（第1 - 7話・第50話）
作詞 - 竹花いち子 / 作曲 - 羽場仁志 / 編曲 - 山川恵津子 / 歌 - 長山洋子
「空色のピアス」（第8 - 14話）
作詞 - 川村真澄 / 作曲 - タケカワユキヒデ / 編曲 - 瀬尾一三 / 歌 - 渡辺典子
「星屑のイノセンス」（第15 - 21話）
作詞 - 麻生圭子 / 作曲 - 小室哲哉 / 編曲 - 清水信之 / 歌 - 伊藤かずえ
「KNOCK YOUR CHANCE」（第22 - 28話）
作詞 - 竜之介 / 作曲 - 丸山正剛 / 編曲 - HOPPY神山 / 歌 - BEE PUBLIC
「見つめてほしい」（第29 - 35話）
作詞 - 高田司 / 作曲 - 山口明生 / 編曲 - 山口明生 /  歌 - EDEN
「魔法」（第36 - 42話）
作詞 - 神沢礼江 / 作曲 - 都志見隆 / 編曲 - 松本晃彦 / 歌 - 麻田華子
「HURRY UP!」（第43 - 49話）
作詞 - さかたかずこ / 作曲 - 太田黒祐司 / 編曲 - 小林信吾 / 歌 - 太田貴子
「SAIL OVER」
作詞 - ゆやまくにひこ / 作曲 - 田中公平 / 編曲 - 田中公平 / 歌 - 田中真弓
「愛のタペストリィ」
作詞 - ゆやまくにひこ / 作曲 - 田中公平 / 編曲 - 田中公平 / 歌 - 田中真弓
第51話では初代エンディングテーマである「プレッジハート〔誓約〕」が、第52話ではオープニングテーマである「夢冒険」が流れた。
第49話までの背景映像は「三銃士紀行」と題して作品舞台、主にパリの地誌や歴史を実写とともに紹介する趣旨。なお次回予告はエンディングテーマとの間に挟む流れになっており、主要登場人物のいずれかが単独かまたは複数の掛け合いで、顔出しせずに進行するという形式をとっている。

## 各話リスト
| 話数   | 放送日         | サブタイトル               | 脚本     | 演出           | 作画監督   |
| ------ | -------------- | -------------------------- | -------- | -------------- | ---------- |
| 第1話  | 1987年 10月9日 | 象のいるパリ               | 田波靖男 | 湯山邦彦       | 辻初樹     |
| 第2話  | 10月16日       | ロンドンからの手紙         | 田波靖男 | 早川啓二       | 山内昇寿郎 |
| 第3話  | 10月23日       | パリの三銃士               | 田波靖男 | 水谷貴哉       | 小林一幸   |
| 第4話  | 10月30日       | ダルタニャンのお風呂屋さん | 田波靖男 | 高本宣弘       | 進藤満尾   |
| 第5話  | 11月6日        | ラブレターの罠             | 田波靖男 | 渡部高志       | 辻初樹     |
| 第6話  | 11月13日       | パリの大逃走               | 田波靖男 | 湯山邦彦       | 杉山東夜美 |
| 第7話  | 11月20日       | ダルタニャンの引っ越し     | 田波靖男 | 早川啓二       | 山本哲也   |
| 第8話  | 12月4日        | アラミス救出作戦           | 田波靖男 | 高本宣弘       | 辻初樹     |
| 第9話  | 12月11日       | はだしのジャンのお母さん   | 田波靖男 | 早川啓二       | 金子紀男   |
| 第10話 | 12月18日       | 狩りはベルサイユで         | 田波靖男 | 水谷貴哉       | 田中保     |
| 第11話 | 1988年 1月8日  | 折れた剣                   | 田波靖男 | 渡部高志       | 佐藤真人   |
| 第12話 | 1月22日        | あこがれの銃士             | 田波靖男 | 湯山邦彦       | 進藤満尾   |
| 第13話 | 1月29日        | スパイは誰だ               | 田波靖男 | 早川啓二       | 辻初樹     |
| 第14話 | 2月5日         | パリ脱出                   | 田波靖男 | 高本宣弘       | 松原徳弘   |
| 第15話 | 2月12日        | 危険な旅                   | 田波靖男 | 水谷貴哉       | 杉山東夜美 |
| 第16話 | 3月4日         | 急げ! ダルタニャン         | 田波靖男 | 渡部高志       | 佐藤雄三   |
| 第17話 | 3月11日        | 一人はみんなのために       | 田波靖男 | 早川啓二       | 山本哲也   |
| 第18話 | 3月18日        | ダルタニャンのお葬式       | 田波靖男 | 高本宣弘       | 金子紀男   |
| 第19話 | 3月25日        | 港のすれ違い               | 田波靖男 | 水谷貴哉       | 進藤満尾   |
| 第20話 | 4月8日         | ダルタニャン海を渡る       | 田波靖男 | 渡部高志       | 田中保     |
| 第21話 | 4月15日        | 王妃のダイヤモンド         | 田波靖男 | 早川啓二       | 佐藤真人   |
| 第22話 | 4月22日        | ロンドン塔の大烏           | 田波靖男 | 高本宣弘       | 杉山東夜美 |
| 第23話 | 5月6日         | ロンドン塔脱獄             | 田波靖男 | 水谷貴哉       | 山本哲也   |
| 第24話 | 5月13日        | ミレディーの逆襲           | 田波靖男 | 御厨恭輔       | 辻初樹     |
| 第25話 | 5月20日        | ドーバーの嵐               | 田波靖男 | 早川啓二       | 辻初樹     |
| 第26話 | 5月27日        | ルーブルの大舞踏会         | 田波靖男 | 湯山邦彦       | 金子紀男   |
| 第27話 | 6月3日         | はじめてのデート           | 田波靖男 | 水谷貴哉       | 須田正己   |
| 第28話 | 6月17日        | ミレディーの復讐           | 田波靖男 | アミノテツロー | 新田敏夫   |
| 第29話 | 6月24日        | ノートルダムの大鐘         | 田波靖男 | 高本宣弘       | 佐藤真人   |
| 第30話 | 7月1日         | バッキンガム暗殺           | 田波靖男 | 早川啓二       | 松岡秀明   |
| 第31話 | 7月8日         | ミレディーの処刑           | 田波靖男 | 水谷貴哉       | 杉山東夜美 |
| 第32話 | 7月22日        | 謎の鉄仮面                 | 田波靖男 | アミノテツロー | 山本哲也   |
| 第33話 | 8月19日        | 女優ナナの宝石             | 田波靖男 | 早川啓二       | 辻初樹     |
| 第34話 | 8月26日        | 鉄仮面を逮捕せよ           | 田波靖男 | 高本宣弘       | 金子紀男   |
| 第35話 | 9月2日         | ダルタニャンの失敗         | 田波靖男 | 水谷貴哉       | 松岡秀明   |
| 第36話 | 9月9日         | 鉄仮面の挑戦               | 田波靖男 | アミノテツロー | 杉山東夜美 |
| 第37話 | 9月30日        | 名探偵ダルタニャン         | 田波靖男 | 早川啓二       | 佐藤真人   |
| 第38話 | 10月7日        | 消えた仕立て屋の謎         | 田波靖男 | 高本宣弘       | 山本哲也   |
| 第39話 | 10月14日       | 二人の鉄仮面               | 田波靖男 | アミノテツロー | 佐藤真人   |
| 第40話 | 10月21日       | すりかえられた国王         | 田波靖男 | 湯山邦彦       | 辻初樹     |
| 第41話 | 10月28日       | ミレディーの陰謀           | 田波靖男 | 早川啓二       | 金子紀男   |
| 第42話 | 11月11日       | アラミスの裏切り           | 田波靖男 | 水谷貴哉       | 辻初樹     |
| 第43話 | 11月18日       | アトス逮捕さる             | 田波靖男 | 高本宣弘       | 山本哲也   |
| 第44話 | 12月2日        | 鉄仮面は誰だ               | 田波靖男 | アミノテツロー | 佐藤真人   |
| 第45話 | 12月9日        | アラミスの秘密             | 田波靖男 | 渡部高志       | 松岡秀明   |
| 第46話 | 1989年 1月6日  | 鉄仮面を救出せよ           | 田波靖男 | 早川啓二       | 山本哲也   |
| 第47話 | 1月13日        | 炎の中のジャン             | 田波靖男 | アミノテツロー | 山下明彦   |
| 第48話 | 1月20日        | 海上の大要塞               | 田波靖男 | 水谷貴哉       | 鶴田寛     |
| 第49話 | 1月27日        | とらわれの銃士たち         | 田波靖男 | 早川啓二       | 菊地城二   |
| 第50話 | 2月3日         | 象 海を渡る                | 田波靖男 | 高本宣弘       | 山本哲也   |
| 第51話 | 2月10日        | アラミス断崖の決闘         | 田波靖男 | 水谷貴哉       | 辻初樹     |
| 第52話 | 2月17日        | さようなら! ダルタニャン   | 田波靖男 | 湯山邦彦       | 辻初樹     |

放送休止
- 1987年11月27日：1987年NHK杯国際フィギュアスケート競技大会（第1日）
- 1987年12月25日：日本動物記「世界最大の両生類・オオサンショウウオ」
- 1988年1月1日：歴史バラエティー「武田信玄の時代」
- 1988年1月15日：世界のマジックショー ～'87ニューヨーク・マジック・シンポジウムから～
- 1988年2月19日：1988年カルガリーオリンピック（第6日）
- 1988年2月26日：1988年カルガリーオリンピック（第13日）
- 1988年4月1日：NHK特集「鐘のひびき」 ～プラハからヒロシマへ～
- 1988年4月29日：音楽・夢コレクション
- 1988年6月10日：NHK杯国際バレーボール「全日本」対「韓国」
- 1988年7月15日：プロ野球「阪神」対「中日」
- 1988年7月29日：ふるさと登場「南の島のバス日誌」 ～沖縄・西表島～
- 1988年8月5日：大アマゾン紀行「失われゆく楽園」
- 1988年8月12日：NHK特集 ワールドTVスペシャル「栄光の代償～兵士が語るフォークランド戦争」
- 1988年9月16日：オリンピックスペシャル「ソウル発・熱闘前夜」
- 1988年9月23日：1988年ソウルオリンピック「水泳・決勝」「女子バレーボール・予選」
- 1988年11月4日：コメディー・素晴らしき毎日「秘伝・ダシの味」
- 1988年11月25日：1988年NHK杯国際フィギュアスケート競技大会（第1日）
- 1988年12月16日：NHK特集 ワールドTVスペシャル「マフィア大裁判」
- 1988年12月23日：ポール・ダニエルズ・マジック・ショー クリスマススペシャル
- 1988年12月30日：'88ニュースハイライト

## 鉄仮面を追え『ダルタニャン物語』より
1987年5月5日に総合テレビで放送された、25分のパイロット版。ダルタニャンの声を古川登志夫が演じているが、作中で平野文が演じるミレディーと直接対峙する場面はなかった。
連続放送版とは以下のような設定上の違いがある。
- パイロット版の時点では、「アラミスは男装している」という設定はないので、アラミスは（原作通り）男性であると想定できる。パイロット版でも、アラミスの声は山田栄子が演じている。また、アラミスには酒場に勤めるガールフレンド（シャルメーン）が存在しており、巡回中に彼女を口説くシーンもある。
- ジャンとはダルタニャンが捜索中に誤って彼の家に踏み込んだのが出会いとなっている。両親は共に「戦の巻き添えで死んだ」と語っている。また、ダルタニャン達を「さん」付けで呼んでいる（連続放送版では呼び捨て）。
- 鉄仮面の素顔はルイ13世そっくり（声優も同じ）で、双子の兄と名乗って入れ替わる。だがアトスの機転で自ら贋物とばらしてしまう。

## アニメ三銃士 アラミスの冒険
1989年3月11日に松竹系で公開された。同時上映は安彦良和原作・監督「ヴイナス戦記」。
テレビ版放送時からの人気No.1キャラクターであるアラミスを主役に、テレビ版では深く語られなかった彼女の過去や、新たなる陰謀との戦いを描く。テレビ版では描ききれなかったエピソードも含め、シリーズ完結版の意味合いもあるが、製作期間などの関係で上映時間が短めの46分である。
キャスト
- ダルタニャン - 松田辰也
- はだしのジャン - 田中真弓
- コンスタンス - 日高のり子
- アトス - 神谷明
- アラミス - 山田栄子
- ポルトス - 佐藤政道
- ミレディー - 平野文

スタッフ
- 監督 - 湯山邦彦
- 脚本 - 田波靖男
- 原作 - アレクサンドル・デュマ
- 翻案 - モンキー・パンチ
- 製作 - 古岡滉、小池悌造
- プロデューサー - 久保田弘、金子泰生
- アニメーション制作 - スタジオぎゃろっぷ
- キャラクター・デザイン - 尾崎真吾
- 作画監督 - 辻初樹
- 美術監督 - 中村光毅
- 音楽監督 - 田中公平
- 主題歌 - 酒井法子
- クリエイター - 辻初樹

## DVD版
2003年8月28日にDVD-BOX1が発売され、DVD-BOX2は2003年10月23日に発売された。内容はテレビで放送された全ての話やオープニング・エンディングはもちろんのこと、パイロット版や劇場版、さらに次回予告とイラスト紹介のみならず、三銃士紀行とイメージソングまで収録されている。

## 海外展開
香港の無綫電視では、『反斗三寶』のタイトルで広東語による吹き替え版が、子供向け番組「430穿梭機」の番組枠内で1989年に放送された。オープニングテーマは、曲調がオリジナルとはやや異なる独自の主題歌を制作。作詞：鄭國江、作曲：陸堯、歌：葉其美（「430穿梭機」の番組司会者としても出演）。